# Canal de l'Assemblée nationale
 (juillet 2023).
Le Canal de l'Assemblée nationale est une chaine de télévision québécoise dédiée entièrement aux travaux de l'Assemblée nationale du Québec.
L’Assemblée nationale du Québec dispose d’un canal, depuis 1978, qui capte et retransmet tous les débats parlementaires et les travaux en commission. Le canal a diffusé, en 2008-2009, un total de 8 760 heures. Sa programmation permet à la population d’en apprendre davantage sur les rouages du système parlementaire québécois. L’Assemblée nationale produit notamment la série Mémoires de députés qui donne la parole à d’anciens parlementaires québécois.